# Marjal de Rafalell y Vistabella

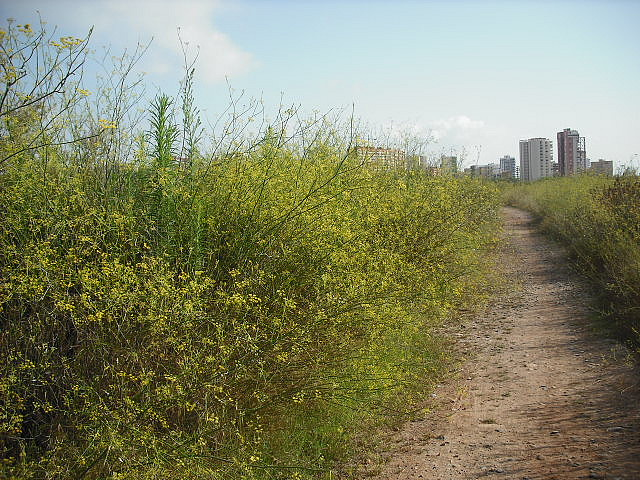
Marjal de Rafalell y Vistabella.

El Marjal de Rafalell y Vistabella (de 102,92 ha extensión) es uno de los últimos marjales que se extendían al norte del río Turia desde Alboraya a Sagunto, el cual se nutre de aguas subterráneas y de restos de riego Este En cuanto a la vegetación del humedal, hay que destacar que este está dominado por carrizales y juncales, los cuales sirven de refugio a varias especies de aves palustres y limícolas, así como también algunos vestigios de vegetación dunar sobre dunas semifijas y de vegetación de saladar, con especies como el limonio fino (Limonium angustebracteatum) o la salicornia (Arthrocnemum fruticosum). En el marjal hay algunas acequias y pequeñas lagunas con vegetación subacuática, como la lengua de oca (Potamogeton nodosus) o la espiga de agua (Potamogeton pectinatus). Los peces con presencia en el marjal son la anguila (Anguilla anguilla), la lubina (Dicentrarchus labrax), el múgil (Mugil cephalus) y el pejerrey (Atherina boyeri), aunque existen hábitats apropiados para la reintroducción de especies endémicas valencianas como el samarugo (Valencia hispanica), el fartet (Aphanius iberus), la colmilleja (Cobitis taenia) o la gambita de acequia (Palaemonetes zariqueyii).
En el 2004 el Tribunal Supremo confirmó la sentencia que protege a la zona húmeda, frente a la intención de urbanizar el marjal. Tras lo cual, en el año 2007 la Conselleria de Medio Ambiente de la Generalidad Valenciana y el Ministerio de Medio Ambiente, a través de la Confederación Hidrográfica del Júcar, procedieron a efectuar una restauración del marjal, cuya inversión fue de 300 000 euros a cargo de los fondos para el desarrollo de la Unión Europea (FEDER).  Entre las actuaciones desarrolladas destacan la eliminación y retirada de residuos sólidos; limpieza de los sedimentos y depósitos de las acequias para que recuperen su capacidad de drenaje; construcción de motas con los materiales depositados en actuaciones anteriores y los materiales de limpieza del lecho de las acequias. El proyecto también incluyó la repoblación de la zona con vegetación de ribera, es decir, plantación de especies como chopos (Populus alba), los tarais (Tamarix gallica), sauces (Salix alba) y olmos (Ulmus), para marcar el límite entre el entorno urbano y el marjal.